# بترا لانغ
بترا لانغ (بالألمانية: Petra Lang)‏ هي مغنية أوبرا وموسيقية ومغنية ألمانية، ولدت في 29 نوفمبر 1962 في فرانكفورت في ألمانيا.

## وصلات خارجية
- الموقع الرسمي
- بترا لانغ على موقع IMDb (الإنجليزية)
- بترا لانغ على موقع ميوزك برينز (الإنجليزية)
- بترا لانغ على موقع أول ميوزيك (الإنجليزية)
- بترا لانغ على موقع ديسكوغز (الإنجليزية)